# Парада (Вила-ду-Конде)
Парада (порт. Parada) — населённый пункт и район в Португалии, входит в округ Порту. Является составной частью муниципалитета Вила-ду-Конде. Находится в составе крупной городской агломерации Большой Порту. По старому административному делению входил в провинцию Дору-Литорал. Входит в экономико-статистический субрегион Большой Порту, который входит в Северный регион. Население составляет 365 человек на 2001 год. Занимает площадь 3,34 км².